# Caisse générale d'épargne et de retraite
La Caisse générale d'épargne et de retraite ou CGER (en néerlandais, Algemene Spaar- en Lijfrentekas, ASLK) a été pendant plus de 130 ans la caisse d'épargne la plus importante de Belgique. Elle a été fondée en 1865 sur l'initiative de l'homme d’État libéral Walthère Frère-Orban. Parastatal bénéficiant de la garantie de l’État, la CGER a été privatisée à l’aube des années 1990, pour devenir Fortis Banque en 1999 à la suite de son rapprochement avec la Société générale de banque.

## Histoire

### Création
En 1848, le cabinet libéral emmené par Charles Rogier fait face aux conséquences de la révolution française. Craignant que les troubles politiques et sociaux qui ont éclaté outre-Quiévrain ne s'étendent en Belgique, les épargnants retirent massivement les dépôts qu'ils ont placés à la Société générale de Belgique et à la Banque de Belgique. De même, les porteurs de billets émis par ces deux institutions en réclament le remboursement en monnaie métallique. Bientôt, les deux banques sont à court de liquidités, leurs avoirs étant essentiellement immobilisés dans l'industrie. Le gouvernement prend alors des mesures pour éviter leur faillite. Il décide le cours forcé des billets émis par la Société Générale. Cette mesure permet d'éviter la banqueroute de la première banque du pays. Le ministre Walthère Frère-Orban, qui détient le portefeuille des Finances à partir de mai 1848, considère toutefois que le gouvernement doit profiter de l'occasion pour réviser complètement l'appareil du crédit. La Société Générale est forcée d'abandonner des prérogatives qu'elle exerce depuis sa création en 1822 : elle cesse d'être caissier de l’État et en 1850, elle doit transférer à une institution nouvelle, la Banque nationale de Belgique, son droit de pratiquer l'escompte à comptoir ouvert et celui d'émettre des billets de banque. Frère-Orban propose aussi de créer une caisse d'épargne sous la garantie de l’État et une caisse de retraite pour les ouvriers. Dans un premier temps, seule celle-ci voit le jour. Il faut attendre 1865 pour que le projet de caisse d'épargne se concrétise. 

### Développement jusqu'en 1914
Un réseau de succursales est mis en place très rapidement. Dès 1867, la Caisse s’intéresse à l’épargne des écoliers et collabore pour ce faire avec le Ministère de l’Instruction publique. En 1870, l’administration des postes met ses 425 bureaux à disposition de la CGER, ce qui dote celle-ci d’un réseau à travers tout le pays. 
Le nombre de livrets se multiplie. On en compte 730 000 en 1890. Il y en aura plus de 3,1 millions en 1913, ce qui représente 40 livrets pour 100 habitants. Le montant moyen qui y est déposé est de quelque 400 francs or. Le montant total des dépôts dépasse donc légèrement 1,2 milliard. Le nombre d’affiliés de la Caisse de Retraite augmente dans des proportions plus significatives encore : il passe de moins de 8 000 en 1888 à 300 000 environ en 1900, puis à 1,6 million en 1913. Cet essor est dû pour une large part à la loi de 1900 qui octroie des subsides aux cotisants qui s’affilient à la Caisse de retraite.
La CGER diversifie progressivement ses activités. En 1884, elle est autorisée à accorder des prêts à intérêt réduit aux agriculteurs qui affrontent la concurrence des céréaliers américains. C'est le début de ses activités dans le secteur du crédit agricole. En 1889, elle est de même habilitée à octroyer des prêts aux ouvriers qui désirent acheter leur maison. Elle crée la même année une caisse d’assurances pour couvrir les candidats propriétaires par une assurance solde restant dû. En 1903, une quatrième caisse est ouverte en son sein : celle des rentes-accidents du travail.

### L'entre-deux-guerres
Pendant l’entre-deux-guerres, la CGER, institution parastatale, continue à contribuer de façon significative au développement socio-économique du pays. En 1930, l’inflation et l’élévation du niveau de vie aidant, le montant des dépôts atteint 7,6 milliards (répartis sur 5 millions de carnets). La crise puis les tensions internationales vont ensuite porter des coups très durs à l’épargne : en 1939, plus de 1 milliard de francs sont retirés par les détenteurs de livrets. 
La Caisse joue un rôle croissant aussi bien dans la construction de maisons sociales (250 000 prêts accordés avant 1939) que dans le crédit agricole (31 000 prêts en cours à cette date).

### La seconde moitié duXXesiècle
Après la Seconde Guerre mondiale, l’épargne reprend rapidement une marche ascendante. Les dépôts passent de 21,8 milliards de francs en 1945 à 102,4 milliards en 1965, soit un taux de croissance annuel de 8,6 %. En 1964, la valeur comptable de ses propres placements atteint 157 milliards. La CGER développe d'ailleurs de nouvelles activités de placement, entre autres dans le crédit à l’exportation et dans le crédit à l’industrie. De 1945 à 1964, 214 milliards de crédit sont accordés par la Caisse. Cela représente entre autres 480 000 crédits au logement, plus de 93 000 prêts agricoles, 29 milliards de crédit à l’industrie, 37 milliards de crédit à l’État. 
Les activités de la CGER évoluent : sa position quasi-monopolistique comme caisse d’épargne s’érode face à une concurrence de plus en plus vive des institutions privées, mais elle réagit en développant son propre réseau d’agences à partir de 1959 et en diversifiant ses activités bancaires : elle ouvre des comptes à vue dès les années 1960, octroie des prêts personnels et à tempérament à partir de 1967, offre des bons de caisse dès 1968… Cette évolution est consacrée par une loi de 1975 autorisant la CGER (et d’autres organismes paraétatiques) à élargir ses activités à toutes les opérations bancaires. Cinq ans plus tard, le statut de la CGER est modifié, ce qui lui permet notamment une expansion à l’étranger. L’institution se scinde en une entité « banque » et une entité « assurances », qui conservent la même personnalité tout en tenant des comptabilités séparées. 

### Les années 1990: privatisation et disparition
La loi du 17 juin 1991 annonce une future réforme des Institutions Publiques de Crédit (IPC). On pense d'abord à une concentration des multiples IPC mais on s'oriente bientôt vers une privatisation.
En 1992, la CGER-Banque et la CGER-Assurances sont transformées en sociétés anonymes. Une nouvelle société, CGER-holding, est créée pour chapeauter les deux sociétés. La CGER possède alors une participation majoritaire dans la BUCL (Banque Universelle et Commerciale de Luxembourg) et dispose de filiales dans les principaux centres financiers internationaux.
En 1993, la moitié du capital de la CGER-Banque et de la CGER-Assurances est vendue au groupe d'assurance belgo-néerlandais Fortis, qui cherche à développer son pôle bancaire. En 1996, la CGER rachète la Société Nationale de Crédit à l'Industrie (SNCI) à l’État. En 1997, Fortis porte sa participation dans la CGER à 74,9 %. CGER-Assurances devient filiale de CGER-Banque. L’État conserve une « minorité de blocage » dans son capital mais la cède en 1998, toujours à Fortis.
En juin 1999, le groupe Fortis procède à une intégration de ses différentes filiales bancaires : la CGER-Banque et la Générale de banque (première banque de Belgique) fusionnent avec différentes sociétés actives essentiellement sur le marché des Pays-Bas : la banque d’affaires MeesPierson (nl), la banque d’épargne VSB Bank (nl) et la Generale Bank Nederland. Fortis Banque est née de ce rapprochement. Elle est devenue en 2009 BNP Paribas Fortis. 